# Palazzo Priuli Ruzzini

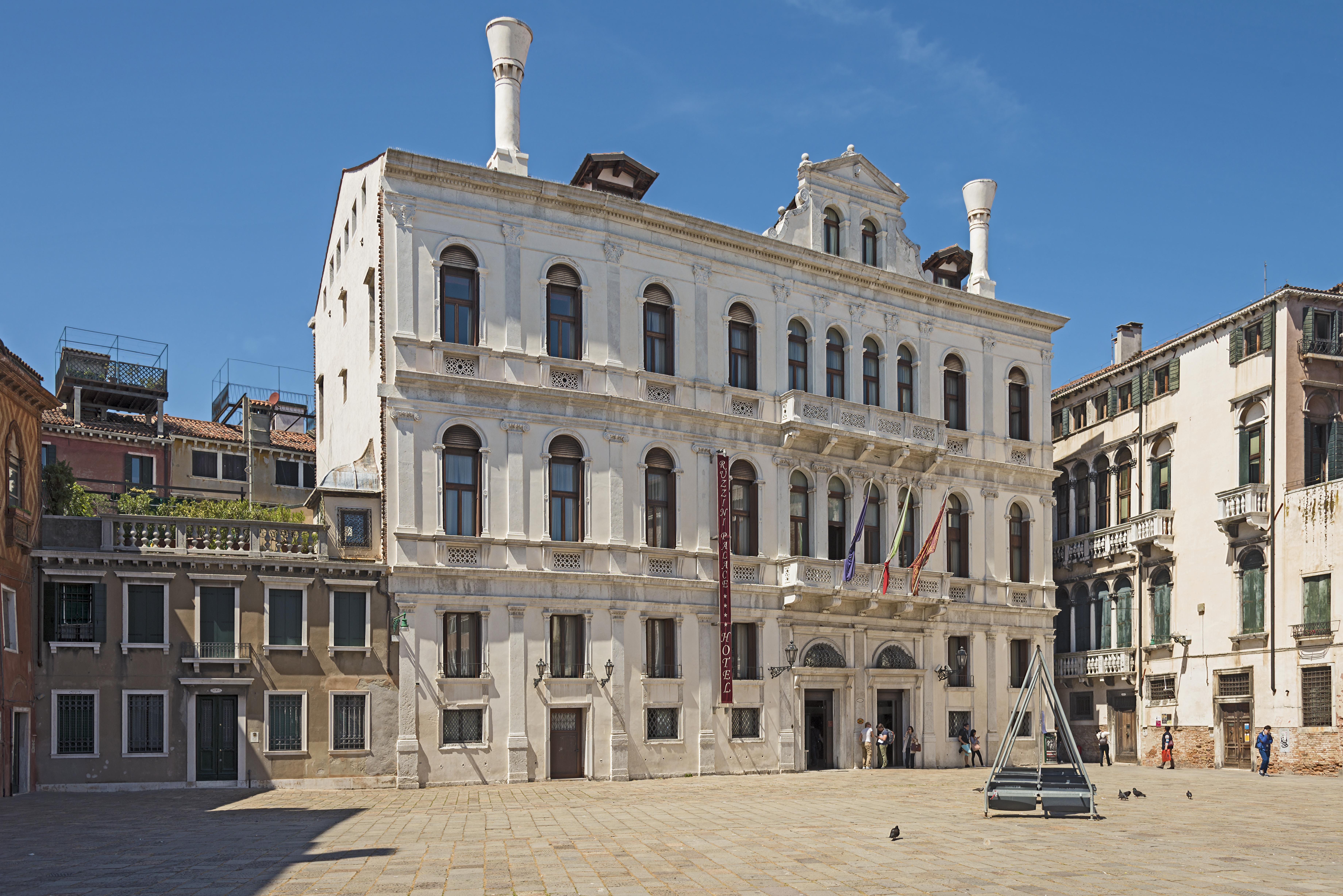
Palazzo Priuli Ruzzini vom Campo Santa Maria Formosa aus

Palazzo Priuli Ruzzini, auch Palazzo Loredan Ruzzini Priuli, ist ein Palast in Venedig in der italienischen Region Venetien. Er liegt im Sestiere Castello mit Blick auf den Rio del Pestrin neben den Palazzi Donà a Santa Maria Formosa an der Nordwestseite des Campo Santa Maria Formosa.

## Geschichte
Der Palazzo Priuli Ruzzini wurde Ende des 16. Jahrhunderts als Wohnhaus der Patrizierfamilie Ruzzini nach Plänen von Bartolomeo Manopola errichtet. Das vorhergehende Haus der Ruzzinis wurde 1586 durch einen Brand zerstört. Von dieser Familie gab es zahlreiche Zweige; dazu gehörte auch Carlo Ruzzini, 113. Doge der Republik Venedig. Der erfahrene Diplomat, venezianische Botschafter an den bekanntesten europäischen Höfen in Madrid, Wien und Konstantinopel bestieg den Dogenthron 1732. Seine einzige Verbindung mit diesem Gebäude lag in seiner Festlegung, dass dieses Gebäude dauernd von seinen Nachkommen bewohnt sein sollte. Im 18. Jahrhundert wurde Gregorio Lazzarini für die Fresken der inneren Salons gerufen. 1801 wurde der Graf Pietro Priuli Eigentümer des Anwesens, nachdem die Gründerfamilie ausgestorben war. Das Gebäude, das sich Anfang des 21. Jahrhunderts stark verfallen zeigte, wurde vollständig restauriert und beherbergt heute ein Hotel.

## Beschreibung
Der Palast hat zwei Fassaden, eine aus der Renaissance auf den Kanal hinaus und eine aus der Spätrenaissance auf den Platz hinaus.
Die Fassade zum Kanal hat drei Vollgeschosse und ein Mezzaningeschoss. Charakteristisch sind die Rundbogenfenster der beiden Hauptgeschosse und ein gezahntes Gesims. Der mittlere Teil, der asymmetrisch nach links verschoben ist, ist der interessanteste. Im Erdgeschoss gibt es zwei Rundbogenportale mit Steinrahmen direkt zum Wasser. Damit korrespondieren zwei übereinander liegende Vierfachfenster mit Balustern in den beiden Hauptgeschossen.
Die Hauptfassade zum Platz ist die schmuckvollere und modernere der beiden und zeigt schon barocke Anklänge bei gleicher Aufteilung wie die Fassade zum Kanal. Die wertvollen Elemente dieser Ansicht sind drei Lisenen – im Erdgeschoss toskanisch, im ersten Obergeschoss ionisch und im zweiten Obergeschoss korinthisch – Gesimse und Baluster für jedes Einzelfenster, zwei hohe Kaminköpfe und eine große Gaube mit Doppelfenster, Tympanon und Voluten auf dem Dach über den Vierfachfenstern.